# Janusz Patorski
Janusz Kazimierz Patorski (ur. 26 lipca 1946 w Lęborku) – polski inżynier i polityk, wiceprezes Rady Ministrów w rządzie Mieczysława Rakowskiego.

## Życiorys
Syn Kazimierza i Jadwigi. Ukończył studia na Wydziale Mechaniki Precyzyjnej Politechniki Warszawskiej. W latach 1964–1972 należał do Zrzeszenia Studentów Polskich, w którym pełnił funkcję przewodniczącego Rady Wydziałowej, sekretarza Rady Uczelnianej Politechniki Warszawskiej, sekretarza Rady Okręgowej w Warszawie i przewodniczącego Okręgowej Komisji Rewizyjnej. 13 czerwca 1969 wstąpił do Polskiej Zjednoczonej Partii Robotniczej. Od 1 listopada 1972 do 30 czerwca 1975 był instruktorem, a następnie i starszym instruktorem komitetu dzielnicowego Warszawa Praga-Południe, po czym do 15 stycznia 1976 pracował jako instruktor Wydziału Organizacyjnego Komitetu Warszawskiego. W 1972 został członkiem Ochotniczej Rezerwy Milicji Obywatelskiej. W 1973 i 1975 uczestniczył w kursach I i II stopnia przy Wojewódzkim Ośrodku Kształcenia Ideologicznego. W 1974 i 1978 słuchacz Rocznego Studium Nauk Społecznych. Od 1976 pełnił funkcję przewodniczącego Stołecznego Komitetu ORMO Dzielnicy Warszawa Praga-Południe. W 1983 uczestniczył w 6-tygodniowym kursie w Akademii Nauk Społecznych przy Komitecie Centralnym Komunistycznej Partii Związku Radzieckiego. Członek Związku Zawodowego Pracowników PZPR.
14 października 1988 objął urząd Wiceprezesa Rady Ministrów w rządzie Mieczysława Rakowskiego. Ponadto pełnił funkcję przewodniczącego Komitetu Przemysłu Obronnego Rady Ministrów, przewodniczącego Krajowej Rady ds. Mieszkaniowych i wiceprzewodniczącego Komitetu Ekonomicznego Rady Ministrów. Urzędowanie zakończył 12 września 1989.
Odznaczony Krzyżem Kawalerskim Orderu Odrodzenia Polski.